# Liacarus contiguus
Liacarus contiguus är en kvalsterart som beskrevs av Aoki 1969. Liacarus contiguus ingår i släktet Liacarus och familjen Liacaridae. Inga underarter finns listade i Catalogue of Life.